# رودلف كيلين
يوهان رودولف كيلين (من مواليد 13 يونيو 1864، في مدينة أوبسالا (سالا العليا) السويدية وتوفي في - 14 نوفمبر 1922) كان استاذا جامعيا وجغرافيًا وسياسيًا سويديًا صاغ مصطلح «الجغرافيا السياسية» لأول مرة. تأثرت أفكارة بالعالم بفريدريك راتزل. إلى جانب كل من الكسندر فون همبولت، كارل ريتر، فإن كيلين وضع أسس الجغرافيا السياسية الألمانية التي تبناها لاحقا وبشكل بارز القائد الألماني العام الجنرال كارل هوشفير.
أنهى تعليمه الأساسي في مدينة سكارا في عام 1880 والتحق بجامعة اوبسالا في نفس العام في تخصص الجغرافيا والعلوم السياسية. استكمل الدكتوراه في جامعة أوبسالا عام 1891 وكان محاضرًا هناك من عام 1890 إلى عام 1893. كما قام بالتدريس في جامعة جوتنبرج من عام 1891 وكان أستاذاً للعلوم السياسية والإحصاء من عام 1901 حتى حصل على درجة الأستاذية المرموقة (أستاذية القوس) في البلاغة والسياسة من جامعة اوبسالا في عام 1916.
كان سياسيًا محافظًا، وعضوًا في المجلس الأدنى في البرلمان السويدي بين عام 1905 وحتى عام 1908 وفي المجلس الاعلى بين عام 1911 إلى عام 1917.

## أفكاره
كان كيلين طالبًا لدى فريدريك راتزل وسيقوم فيما بعد بتفصيل نظرية المجال الحيوي، وصياغة مصطلح «الجغرافيا السياسية» في هذه العملية.
كتب كتابا بعنوان دورة حياة الدولة 1916 أكد فية علي مايلي:
1. يجب أن تدرس الجغرافيا السياسية الدولةَ كمملكة أو إقليم (ص. 39-75).
2. يجب دراسة الدولة كشعب من قبل السياسة الديمقراطية (ص. 76-124).
3. يجب دراسة الدولة كأسرة من خلال السياسة الاقتصادية (ص. 125-137).
4. يجب دراسة الدولة كمجتمع من قبل السياسة الاجتماعية (ص. 137-147).
5. يجب دراسة الدولة كحكومة من خلال سياسة الفوج (ص. 147-160).

نقد كيلين التوصيف القانوني الوحيد للدول وجادل بأن الدولة والمجتمع ليسا متخالفين ولكنهما خليط من العنصرين. وبالنسبة لكيلين كان الاعتماد على الواردات يعني أن الدولة ليست مكتفية ذاتيًا/اقتصاديًا.

## التأثير
كان كارل هوشوفر، الذي سيتبنى العديد من أفكار كيلين، غير مهتمًا بالسياسة الاقتصادية ولكنه دعا للأكتفاء الذاتي أيضًا؛ لأن الصراع دائم ويستوجب الاكتفاء الذاتي.
كان كيلين أيضًا مستخدمًا مبكرًا لمصطلح «الاشتراكية القومية» في عام 1910. انبثق المصطلح من دولة الرفاه ما بعد الحرب السويدية. تم إحياء الجغرافيا السياسية في الولايات المتحدة فيما بعد على يد زبيغنيو بريجنسكي وهنري كيسنجر وروبرت كابلان.